# Josep Masdéu Rioja
Josep Masdéu Rioja   (Reus, 1 d'abril de 1951) és un antic pilot d'automobilisme i dirigent esportiu català. S'inicià com a pilot de l'Escuderia MAC Reus en la pujada a Alfara el 1968. També competí per l'Scipio, el Moto Club Tortosa, el Club Automobilisme Baix Camp, l'Arcus Sport i el Valls Racing Motorsport. Fou tres cops campió d'Espanya: de muntanya en karts de 250 cc (1979), de ral·lis en Grup N (1982) i de muntanya (1982). Disputà el Ral·li de Montecarlo, puntuable per al Mundial de ral·lis, el 1989.
Un cop retirat, presidí el Club Automobilisme Baix Camp, l'Arcus Sport, el Valls Racing Motorsport i l'Escuderia Costa Daurada. Dirigí durant més de dues dècades la delegació territorial de la Federació Catalana d'Automobilisme i fou vocal de la delegació catalana.